# Agustina Bessa-Luís
 (juin 2019).
Si vous disposez d'ouvrages ou d'articles de référence ou si vous connaissez des sites web de qualité traitant du thème abordé ici, merci de compléter l'article en donnant les références utiles à sa vérifiabilité et en les liant à la section « Notes et références ».
Agustina Bessa-Luís, née le 15 octobre 1922 à Travanca (une paroisse d'Amarante) et morte le 3 juin 2019 à Porto, est l'un des écrivains contemporains portugais les plus titrés au Portugal.
Elle a été honorée de l'ordre de Sant'Iago de l'Épée. En 2004, elle a obtenu le prix littéraire le plus important pour la langue portugaise, le prix Camões. Elle s'est dédiée presque entièrement à la création littéraire depuis ses débuts en 1948 et a maintenu un rythme de publication peu usuel dans la littérature portugaise. Elle n'est pas connue seulement en tant que romancière, mais aussi en tant qu'auteur de pièces de théâtre, scénarios, biographies, essais et livres pour enfants, et l'on peut compter actuellement plus d'une cinquantaine d'œuvres.
Son écriture s'oppose à toute tentative de catégorisation, en termes de courants, dans l'histoire de la littérature portugaise. L'auteur révèle une grande préoccupation pour la condition sociale et culturelle des Portugais, et s'intéresse particulièrement à l'étude du passé, recourant à la fiction pour mettre en scène la connaissance historique et existentielle.
Elle a écrit le livre dont Manoel de Oliveira a tiré le film Le Principe de l'incertitude (O princípio da incerteza), dans lequel joue sa petite-fille Leonor Baldaque.

## Biographie
Agustina Bessa-Luís (Maria Agustina Ferreira Teixeira Bessa) est née au lieu-dit du Passo, à Travanca, Commune d'Amarante (région du Douro). Descendante d'une famille de racines rurales de l'ancienne province Entre-Douro-e-Minho du côté paternel (son père était un émigrant s'étant enrichi au Brésil), et d'une famille espagnole de Zamora du côté de sa grand-mère maternelle (Lourença Agostinha Jurado).
Déjà très jeune elle s'intéressait aux livres, commençant à en puiser dans la bibliothèque du grand-père maternel, Lourenço Guedes Ferreira. Ce fut à travers ces premières lectures qu'elle prit contact avec quelques-uns des meilleurs écrivains français et anglais, lesquels l'ont éveillée à l'art narratif. En 1932 elle part étudier à Porto où elle passe une partie de son adolescence, puis s'installe à Coimbra en 1945, et de s'établir définitivement à Porto à partir de 1950.
L'écrivain surgit du panorama littéraire portugais à un moment où l'opposition entre le néoréalisme et le modernisme atteignait son apogée. Elle fait ses débuts en tant que romancière en 1948, avec la nouvelle Mundo fechado, mais c’est le roman A sibila (La Sibylle en français), publié en 1954 au Portugal, qui suscite un énorme succès publique et critique et lui apporte une immédiate célébrité. C'est également avec ce roman que Bessa-Luís atteint la totale maturité de son très original processus créateur. Elle a un intérêt connu pour la vie et l'œuvre de Camilo Castelo Branco, dont l'héritage est clairement perceptible aussi bien par les thèmes abordés (un grand nombre d'œuvres d'Agustina sont reliées à la société de Entre-Douro-e-Minho), que par les procédés employés par sa technique narrative.
Au-delà de l'activité littéraire, l'écrivain s'est impliquée dans divers projets. Elle fut membre du conseil de direction de la Comunitá Europea degli Scrittori (Rome, 1961-1962). Elle a collaboré à plusieurs publications périodiques, ayant été entre 1986 et 1987 directrice du journal O Primeiro de Janeiro (Porto). Entre 1990 et 1993, elle assume la direction du théâtre national D. Maria II (Lisbonne) et devient membre de la haute autorité pour la communication sociale. Membre de l'Académie européenne des sciences, des arts et des lettres (fondée à Paris entre autres par Raymond Daudel qui en assura la présidence jusqu'en 2004), de l'Académie brésilienne des lettres, et de l'Académie des sciences de Lisbonne (dans la catégorie des lettres), elle a été distinguée par l'Ordre de Sant'Iago de l'Épée (1980), la médaille d'honneur de la ville de Porto (1988) et du rang d’officier de l'Ordre des Arts et des Lettres, attribué par le gouvernement français en 1989.
Plusieurs de ses romans ont été adaptés au cinéma par le réalisateur Manoel de Oliveira, dont elle est une amie et avec lequel elle a eu une proche collaboration. Des exemples de ce partenariat sont Francisca, Val Abraham (ou Vale Abraão), Le Couvent, ou Inquiétude. Elle est également l'auteur de pièces de théâtre et de scénarios pour la télévision, son roman as Fúrias ayant été adapté pour le théâtre et mis en scène pas Filipe La Féria (Théâtre national D. Maria II, 1995).
Sa création est extrêmement fertile et variée. L'auteur a écrit plus de cinquante œuvres, que ce soient des romans, contes, pièces de théâtre, biographies romancées, récits de voyages, essais et livres de littérature de jeunesse. Elle a été traduite en allemand, castillan, danois, français, grec, italien et roumain. Son livre-emblème, la Sibylle, a déjà atteint la 25e édition.
En France, elle a publié le Fake-book (1992) un livre d'art sur ses aphorismes, illustrés avec des gravures du peintre suisse Daniel Garbade.
En 2004, à l'âge de 81 ans, elle reçoit le plus important prix littéraire de la langue portugaise : le prix Camões. Dans l'acte du jury de la seizième édition du prix, on peut lire que « le jury a pris en considération que l'œuvre de Agustina Bessa-Luís traduit la création d'un univers romanesque d'une richesse incomparable qui est servi par la qualité exceptionnelle de sa prose, contribuant ainsi à l'enrichissement du patrimoine littéraire et culturel de la langue commune ».

## Œuvre

### Fiction
- Agustina Bessa-Luís, Mundo Fechado (nouvelle)), 1948.
- Agustina Bessa-Luís, Os Super-Homens (roman), 1950.
- Agustina Bessa-Luís, contes Impopulares (roman), 1951-1953.
- Agustina Bessa-Luís, A Sibila (roman), 1954.
- Agustina Bessa-Luís, Os Incuráveis (roman), 1956.
- Agustina Bessa-Luís, A Muralha (roman), 1957.
- Agustina Bessa-Luís, O Susto (roman), 1958.
- Agustina Bessa-Luís, Ternos Guerreiros (roman), 1960.
- Agustina Bessa-Luís, O Manto (roman), 1961.
- Agustina Bessa-Luís, O Sermão do Fogo (roman), 1962.
- Agustina Bessa-Luís, As Relações Humanas : Os Quatro Rios, vol. I (roman), 1964.
- Agustina Bessa-Luís, As Relações Humanas : A Dança das Espadas, vol. II (roman), 1965.
- Agustina Bessa-Luís, As Relações Humanas : Canção Diante de uma Porta Fechada, vol. III (roman), 1966.
- Agustina Bessa-Luís, A Bíblia dos Pobres : Homens e Mulheres, vol. I (roman), 1967.
- Agustina Bessa-Luís, A Bíblia dos Pobres : As Categorias, vol. II (roman), 1970.
- Agustina Bessa-Luís, A Brusca (contes), 1971.
- Agustina Bessa-Luís, As Pessoas Felizes (roman), 1975.
- Agustina Bessa-Luís, Crónica do Cruzado Osb (roman), 1976.
- Agustina Bessa-Luís, As Fúrias (roman), 1977.
- Agustina Bessa-Luís, Fanny Owen (roman historique), 1979.
- Agustina Bessa-Luís, O Mosteiro (roman), 1980.
- Agustina Bessa-Luís, Os Meninos de Ouro (roman), 1983.
- Agustina Bessa-Luís, Adivinhas de Pedro e Inês (roman historique), 1983.
- Agustina Bessa-Luís, Um Bicho da Terra (roman historique), 1984Biographie de Uriel da Costa.
- Agustina Bessa-Luís, Um Presépio Aberto (narration), 1984.
- Agustina Bessa-Luís, A Monja de Lisboa (roman historique), 1985Biographie de Maria de Visitação.
- Agustina Bessa-Luís, A Corte do Norte (roman historique), 1987.
- Agustina Bessa-Luís, Prazer e Glória (roman), 1988.
- Agustina Bessa-Luís, A Torre (conte), 1988.
- Agustina Bessa-Luís, Eugénia e Silvina (roman), 1989.
- Agustina Bessa-Luís, Vale Abraão (roman), 1991.
- Agustina Bessa-Luís, Ordens Menores (roman), 1992.
- Agustina Bessa-Luís, As Terras do Risco (roman), 1994.
- Agustina Bessa-Luís, O Concerto dos Flamengos (roman), 1994.
- Agustina Bessa-Luís, Aquário e Sagitário (narration), 1995.
- Agustina Bessa-Luís, Memórias Laurentinas (roman), 1996.
- Agustina Bessa-Luís, Um Cão que Sonha (roman), 1997.
- Agustina Bessa-Luís, O Comum dos Mortais (roman), 1998.
- Agustina Bessa-Luís, A Quinta Essência (roman), 1999.
- Agustina Bessa-Luís, Dominga (conte), 1999.
- Agustina Bessa-Luís, Contemplação Carinhosa da Angústia (anthologie), 2000.
- Agustina Bessa-Luís, O Princípio da Incerteza : Jóia de Família, vol. I (roman), 2001.
- Agustina Bessa-Luís, O Princípio da Incerteza : A Alma dos Ricos, vol. II (roman), 2002.
- Agustina Bessa-Luís, O Princípio da Incerteza : Os Espaços em Branco, vol. III (roman), 2003.
- Agustina Bessa-Luís, Antes de Degelo (roman), 2004.
- Agustina Bessa-Luís, Doidos e Amantes (roman), 2005.
- Agustina Bessa-Luís, A Ronda da Noite (roman), 2006.

### Biographies
- Agustina Bessa-Luís, Santo António, 1979.
- Agustina Bessa-Luís, A Vida e a Obra de Florbela Espanca, 1979Biographie et bibliographie.
- Agustina Bessa-Luís, Florbela Espanca, 1979.
- Agustina Bessa-Luís, Sebastião José, 1981.
- Agustina Bessa-Luís, Longos Dias Têm Cem Anos – Presença de Vieira da Silva, 1982.
- Agustina Bessa-Luís, Martha Telles: o Castelo Onde Irás e Não Voltarás (essai et biographie), 1986.

### Théâtre
- 1958 - Inseparável ou o Amigo por Testamento
- 1986 - A Bela Portuguesa
- 1992 - Estados Eróticos Imediatos de Soren Kierkegaard
- 1996 - Party: Garden-Party dos Açores – Diálogos - En français Party Garden-Party des Açores 1996
- 1998 - Garret: O Eremita do Chiado

### Chroniques, mémoires, essais
- Agustina Bessa-Luís, Embaixada a Calígula (récit de voyage), 1961.
- Agustina Bessa-Luís, Conversações com Dimitri e Outras Fantasias (chroniques), 1979.
- Agustina Bessa-Luís, Arnaldo Gama – “Gente de Bem”, 1980.
- Agustina Bessa-Luís, A Mãe de um Rio (texte et photographie), 1981.
- Agustina Bessa-Luís, Dostoievski e a Peste Emocional, 1981.
- Agustina Bessa-Luís, Camilo e as Circunstâncias, 1981.
- Agustina Bessa-Luís, Antonio Cruz, o Pintor e a Cidade, 1982.
- Agustina Bessa-Luís, D.Sebastião: o Pícaro e o Heroíco, 1982.
- Agustina Bessa-Luís, O Artista e o Pensador como Minoria Social, 1982.
- Agustina Bessa-Luís, ”Menina e Moça” e a Teoria do Inacabado, 1984.
- Agustina Bessa-Luís, Apocalipse de Albrecht Dürer, 1986.
- Agustina Bessa-Luís, Introdução à Leitura de “A Sibila”, 1987.
- Agustina Bessa-Luís, Aforismos, 1988.
- Agustina Bessa-Luís, Breviário do Brasil (récit de voyage), 1991.
- Agustina Bessa-Luís, Camilo: Génio e Figura, 1994.
- Agustina Bessa-Luís (ill. Maluda, photogr. Pierre Rossollin), Um Outro Olhar sobre Portugal (récit de voyage), 1995.
- Agustina Bessa-Luís, Alegria do Mundo I: écrits des années 1965 à 1969, 1996.
- Agustina Bessa-Luís (en collaboration avec Mónica Baldaque), Douro (texte et photographie), 1997.
- Agustina Bessa-Luís, Alegria do Mundo II : écrits des années 1970 à 1974, 1998.
- Agustina Bessa-Luís, Os Dezassete Brasões (texte et photographie), 1998.
- Agustina Bessa-Luís, A Bela Adormecida, 1999.
- Agustina Bessa-Luís (en collaboration avec Pedro Vaz), O Presépio: Escultura de Graça Costa Cabral (texte et photographie), 2000.
- Agustina Bessa-Luís, As Meninas (texte et peinture), 2001.
- Agustina Bessa-Luís, O Livro de Agustina (autobiographie), 2002.
- Agustina Bessa-Luís (en collaboration avec Luísa Ferreira), Azul (divulgação), 2002.
- Agustina Bessa-Luís (photogr. Jorge Correia Santos), As Estações da Vida (texte et photographie), 2002.
- Agustina Bessa-Luís (ill. Chico), O Soldado Romano, 2004.

### Littérature jeunesse
- Agustina Bessa-Luís (ill. Teresa Dias Coelho), A Memória do Giz, 1983.
- Agustina Bessa-Luís (ill. Manuela Bacelar), contes Amarantinos, 1987.
- Agustina Bessa-Luís (ill. Martim Lapa), Dentes de Rato, 1987.
- Agustina Bessa-Luís (ill. Mónica Baldaque), Vento, Areia e Amoras Bravas, 1990.
- Agustina Bessa-Luís (ill. Helena Simas), O Dourado, 2007.

## Distinctions

### Décorations
- Grand-croix de l'ordre de Sant'Iago de l'Épée
- Officier de l'ordre des Arts et des Lettres

### Prix de l'auteur
- 1975 - Prix "Adelaide Ristori" (Centre culturel italien de Rome)
- 1982 - Prix de la ville de Porto
- 1988 - Prix Seiva de littérature (Compagnie de théâtre Seiva Trupe), Porto
- 1996 - Prix Bordalo de littérature (Maison de la presse)
- 2004 - Prix Camões - le plus important prix littéraire de la langue portugaise
- 2004 - Prix Virgílio Ferreira (université de Évora)
- 2005 - Prix de littérature du festival du cinéma de Grinzane, à Turin (Italie)

### Prix de ses œuvres
- 1953 - Prix Delfim Guimarães (Guimarães Editores), (A Sibila)
- 1954 - Prix Eça de Queiroz (Secretariado Nacional de Informação), (A Sibila)
- 1966 - Prix Ricardo Malheiros (Academia das Ciências de Lisboa), (Canção Diante de uma Porta Fechada)
- 1967 - Prix National du roman (Secrétariat National d'information), (Homens e Mulheres)
- 1977 - Prix Ricardo Malheiros (Académie des sciences de Lisbonne) – Prix littéraire, (As Fúrias)
- 1980 - Prix PEN Club portugais de fiction, (O Mosteiro)
- 1980 - Prix D. Dinis (Fondadion Casa de Mateus), (O Mosteiro)
- 1983 - Prix de roman et nouvelle, association portugaise d'écrivains, (Os Meninos de Ouro)
- 1988 - Prix RDP Antena 1 de littérature (ex-æquo), (Prazer e Glória)
- 1993 - Prix de la critique (Centre portugais de l'association internationale de critiques littéraires), (Ordens Menores)
- 1994 - Prix municipal Eça de Queirós (Chambre municipale de Lisbonne) – Prix de Prose de fiction, (As Terras do Risco)
- 1996 - Prix Máxima de Literatura (Memórias Laurentinas e Party)
- 1997 - Prix international de l'Union latine, Italie (Um Cão que Sonha)
- 2001 - Grande prix du roman et de la nouvelle de l'association portugaise d'écrivains (Jóia de Família)

### Adaptations cinématographiques de ses œuvres
- 1981 : Francisca, réalisé par Manoel de Oliveira, roman Fanny Owen
- 1993 : Val Abraham (Vale Abraão), réalisé par Manoel de Oliveira, roman Vale Abraão
- 1995 : Le Couvent (O Convento), réalisé par Manoel de Oliveira, avec Catherine Deneuve et John Malkovich, roman As Terras do Risco
- 1998 : Inquiétude (Inquietude), réalisé par Manoel de Oliveira, conte A Mãe de um Rio, prix Globo de Ouro (1999) pour la meilleure réalisation
- 2002 : Le Principe de l'incertitude (O Princípio da Incerteza), réalisé par Manoel de Oliveira, roman O Princípio da Incerteza
- 2005 : Le Miroir magique (Espelho Mágico), réalisé par Manoel de Oliveira, roman A Alma dos Ricos
- 2008 : A Corte do Norte, réalisé par João Botelho, roman A Corte do Norte
- 2022 : Mangifera (téléfilm), réalisé par Flavia Gusmão
- 2023 : A Sibila, réalisé par Eduardo Brito, roman A Sibila

### Scénarios
- 1981 : Xarope de orgiata (téléfilm), réalisé par Manoel de Oliveira, roman Fanny Owen
- 1982 : Visite ou Mémoires et confessions (Visita ou Memorias e confissões), réalisé par Manoel de Oliveira
- 1996 : Party, réalisé par Manoel de Oliveira (dialogues)
- 2005 : A Conquista de Faro (court métrage), réalisé par Rita Azevedo Gomes
- 2006 : Ela por Ela (série télévisée), réalisé par Fernando Lopes
- 2018 : A Portuguesa, réalisé par Rita Azevedo Gomes, roman Die Portugiesin de Robert Musil (dialogues)